# Шмидт-Очаковский, Евгений Петрович
Евгений Петрович Шмидт-Очаковский (15 марта (28 февраля) 1889, Киев — 28 декабря 1951, Париж) — единственный сын лейтенанта Петра Петровича Шмидта. Участник Севастопольского восстания 1905 года, русский офицер, участник Белого движения, эмигрант. Автор книг об отце.

## Биография
В детстве жил в Санкт-Петербурге, Нагасаки, Одессе, Севастополе, меняя место жительства вместе с отцом. Учился в одесском реальном училище Св. Павла, затем в севастопольском Константиновском реальном училище.
С юных лет проявлял интерес к революционным идеям. В ноябре 1905 года, узнав о восстании, самостоятельно добрался до крейсера «Очаков», где оставался с отцом. Когда крейсер начал тонуть, бросился в море. Содержался под арестом 40 дней, затем был освобожден (как несовершеннолетний).
Проходил обучение в Санкт-Петербургском технологическом институте, окончил Петроградскую школу прапорщиков инженерных войск.
Участвовал в Гражданской войне на стороне Белого движения. В 1921 году, после эвакуации в Галлиполи, в составе первой сотни галлиполийцев отправился для завершения высшего образования в Прагу, где окончил Высшую техническую школу. Состоял в Обществе галлиполийцев в Праге, в Обществе русских, окончивших вузы в Чехословакии.
В 1930 году переехал во Францию. Умер в Париже 28 декабря 1951 года.

## Сочинения
- Шмидт-Очаковский Е. П. Лейтенант Шмидт. «Красный адмирал». Воспоминания сына. — Прага. 1926. — 298 с.